# Pietro Biginelli
Pietro Biginelli (1860-1937) fou un químic italià.

## Biografia
Pietro Biginelli va néixer el 25 de juliol de 1860 a Palazzolo Vercellese, a l'antic regne de Piemont-Sardenya. Va estudiar a la Universitat de Torí amb el professor Icilio Guareschi, un conegut químic i historiador de la química italià.
El 1893 va descobrir una reacció de síntesi de pirimidines a partir d'urea, un acetoacetat i un aldehid, coneguda com a reacció de Biginelli.
Va morir a Roma el 15 de juliol de 1937.